# Kazincbarcikai Vegyész Teke SE
A Kazincbarcikai Vegyész Teke SE Kazincbarcika tekecsapata, amely az NB I. Keleti csoportjában szerepel.

## Elnevezései
Teljes nevének (Kazincbarcikai Vegyész TSE) használata a köznyelvben ritka, a sajtóban inkább csak Barcikaként hivatkoznak.

## Története
A Kazincbarcikai Vegyész Teke SE (Kazincbarcikai Vegyész Teke Sportegyesület) 1995-ben alakult, jelenlegi elnöke Orosz István, aki a Magyar Teke Szövetség Versenybizottságának elnöke is. A csapat az összes ligát megjárta, ami óta megalakult. A 2023/24-es szezontól az NB I. Keleti csoportját erősíti.

## Pálya
A KVTSE mérkőzéseit a Wanhua-BorsodChem Tekepályán játssza, ami nem messze található a BorsodChem-től. A pályát nemrég újították fel, amit a német Pauly Kegelbahnen GmbH és a magyar Bowlinvest Kft. cége végzett.

## Játékoskeret
| Név                    | Nemzetiség   | Születési hely | Születési idő | Korábbi csapat  |
| ---------------------- | ------------ | -------------- | ------------- | --------------- |
| Ifjúsági játékosok     |              |                |               |                 |
| Csanádi Bence          | Magyarország | Ózd            | 2008.06.03.   | SALGÓZD TK      |
| Gáspár Alex            | Magyarország | Miskolc        | 2002.11.06.   | Nincs           |
| Gáspár Milán           | Magyarország | Miskolc        | 2007.06.18.   | Nincs           |
| Felnőtt játékosok      |              |                |               |                 |
| Ander Tamás            | Magyarország | Kazincbarcika  | 1990.05.05.   | Nincs           |
| Csanádi Csaba          | Magyarország | Sajószentpéter | 1971.08.22.   | SALGÓZD TK      |
| Csinyi Gábor           | Magyarország | Kazincbarcika  | 1994.06.16.   | Nincs           |
| Gáspár Dávid           | Magyarország | Miskolc        | 1995.06.28.   | Nincs           |
| Martinkó Miklós        | Magyarország | Sajószentpéter | 1967.01.07.   | Ózdi VFTC       |
| Nagy Attila            | Magyarország | Sajószentpéter | 1968.04.28.   | Nincs           |
| Orosz István           | Magyarország | Kazincbarcika  | 1979.11.05.   | Ózdi VFTC       |
| Szabó Zoltán           | Magyarország | Miskolc        | 1971.07.19.   | Sajóbábonyi VTE |
| Tanyi Gábor            | Magyarország | Kazincbarcika  | 1998.02.09.   | Nincs           |
| Kölcsönadott játékosok |              |                |               |                 |
| Név                    | Nemzetiség   | Születési hely | Születési idő | Kölcsönadva itt |
| Kocsa Róbert           | Magyarország | Nem publikus   | Nem publikus  | SALGÓBÁTONY TK  |
| Varga József           | Magyarország | Bekölce        | Nem publikus  | Sajóbábonyi VTE |